# Anagrina alticola
Anagrina alticola là một loài nhện trong họ Gnaphosidae.
Loài này thuộc chi Anagrina. Anagrina alticola được Lucien Berland miêu tả năm 1920.